# World Series of Poker 1976
1976 års World Series of Poker (WSOP) pokerturnering hölls vid Binion's Horseshoe.

## Inledande event
| Event                        | Vinnare       | Pris (USD) | Tvåa  |
| ---------------------------- | ------------- | ---------- | ----- |
| $2 500 No Limit Hold'em      | Howard Andrew | $28 000    | Okänt |
| $1 000 No Limit Hold'em      | Howard Andrew | $23 600    | Okänt |
| $5 000 Deuce to Seven Draw   | Doyle Brunson | $80 250    | Okänt |
| $1 000 Ace to Five Draw      | Perry Green   | $68 300    | Okänt |
| $1 000 Seven Card Stud Split | Doc Green     | $12 750    | Okänt |
| $500 Seven Card Stud         | Johnny Moss   | $13 000    | Okänt |
| $5 000 Seven Card Stud       | Walter Smiley | $35 000    | Okänt |

## Main Event
22 stycken deltog i Main Event. Varje deltagare betalade $10 000 för att delta.

### Finalbordet
| Placering | Namn          | Pris     |
| --------- | ------------- | -------- |
| 1         | Doyle Brunson | $220 000 |
| 2         | Jesse Alto    | Inget    |
| 3         | Okänt         | Inget    |
| 4         | Okänt         | Inget    |
| 5         | Okänt         | Inget    |
| 6         | Okänt         | Inget    |